# Julius Onah
Julios Onah (Nigeria, 10 febbraio 1983) è un regista e attore nigeriano naturalizzato statunitense.

## Biografia
Onah è nato a Makurdi, nello stato di Benue in Nigeria. Suo padre, Adoga Onah, era un diplomatico nigeriano. È cresciuto nelle Filippine, in Nigeria, in Togo e nel Regno Unito prima di trasferirsi nella contea di Arlington, in Virginia. Onah si è diplomato alla Washington-Liberty High School di Arlington, ha conseguito il suo B.A. in teatro presso la Wesleyan University di Middletown, Connecticut. Ha completato un M.F.A. dal programma di cinema laureato presso l'Università di New York, dove è stato selezionato come Dean's Fellow. Ha anche ricevuto la prestigiosa borsa di studio della Jack Kent Cooke Foundation. 
Anche suo fratello gemello, Anthony Onah, è un regista, con il suo primo lungometraggio The Price uscito nel 2017. 
Il lavoro di Onah è stato proiettato in festival di tutto il mondo tra cui Sundance Film Festival, Festival del Cinema di Berlino, Tribeca Film Festival, Londra, Dubai, Los Angeles, Melbourne e Camerimage. Nell'estate del 2010, è stato selezionato come uno dei New Faces of Independent Film della rivista Filmmaker. Nel 2013, è stato selezionato come uno dei 10 Up and Up Feature Directors di Studio System e Forbes Magazine's 13 African Celebrities To Watch. Mentre frequentava il programma cinematografico della NYU, ha completato il suo primo lungometraggio come tesi, The Girl Is in Trouble con il produttore esecutivo Spike Lee, con Alicja Bachleda, Wilmer Valderrama, Columbus Short e Jesse Spencer. Onah era stato precedentemente destinato a dirigere l'adattamento cinematografico thriller Brilliance per la Legendary Pictures che David Koepp ha sceneggiato con Will Smith e Noomi Rapace come protagonisti.
Ha poi diretto The Cloverfield Paradox con il produttore J. J. Abrams. Il film Luce, con Naomi Watts, Octavia Spencer, Tim Roth e Kelvin Harrison Jr., è stato presentato in anteprima al Sundance Film Festival 2019. Dirigerà il film thriller Bad Genius, un remake dell'omonimo film thailandese del 2017. 
Dirigerà anche Captain America: Brave New World, il quarto film di Captain America nel Marvel Cinematic Universe, con Anthony Mackie nel ruolo principale.

## Filmografia parziale

### Regista
- The Girl Is in Trouble (2015)
- The Cloverfield Paradox (2018)
- Luce (2019)
- Captain America: Brave New World (2025)